# Richard Franklin Pettigrew
Richard Franklin Pettigrew (ur. 23 lipca 1848 w Ludlow, Vermont, zm. 5 października 1926 w Sioux Falls, Dakota Południowa) to amerykański prawnik i polityk.
W latach 1889–1901 reprezentował stan Dakota Południowa w Senacie Stanów Zjednoczonych.